# Friedhof Roggeveld
Het Friedhof Roggeveld (Ehrenfriedhof nr. 156)  was een Duitse militaire begraafplaats op het Roggeveld, een gehucht van Esen in de Belgische stad Diksmuide. Op de begraafplaats rustten ca. 1530 Duitse soldaten uit de Eerste Wereldoorlog. De begraafplaats werd ontruimd in 1956.

## Beschrijving

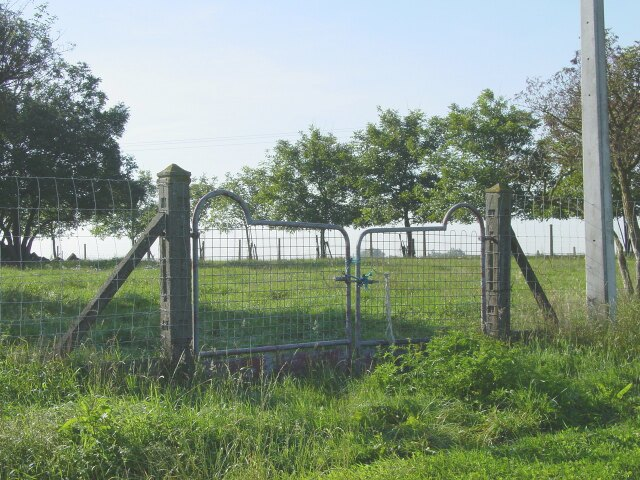
Site voormalige begraafplaats

Esen lag bij het front. Bij de Slag om de IJzer viel de plaats in oktober en november 1914 in Duitse handen. Op het gehucht Roggeveld kwam een Duits rustkwartier. De oude herberg "'t Roggeveld" werd door de Duitser in gebruik genomen als "Ortskommandatur". De herberg "'t Nieuw Roggeveld" als veldhospitaal. Reeds tijdens deze eerst gevechten werd hier een begraafplaats ingericht.

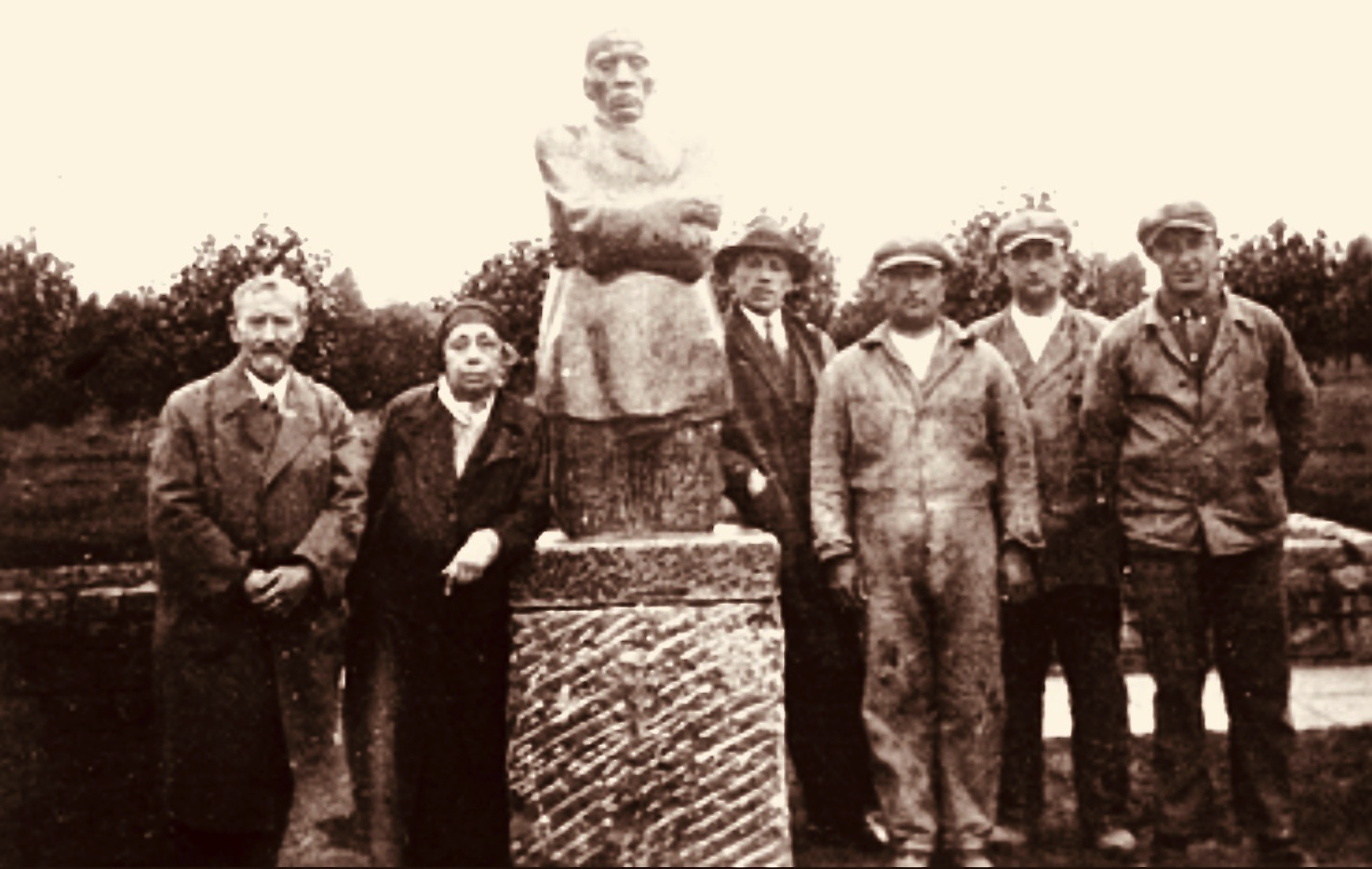
Käthe Kollwitz op de begraafplaats bij oprichting van het "Treurend ouderpaar", op 23 juli 1932

De begraafplaats bleef in gebruik, en na de oorlog, in de jaren 20 bevonden zich hier meer dan 1530 graven. Op de begraafplaats rustte Peter Kollwitz. Zijn moeder was kunstenares Käthe Kollwitz, die een beeldengroep, het "Treurend ouderpaar" creëerde, die in 1932 op de begraafplaats werd geplaatst.
In de jaren 50 werden verschillende kleinere Duitse begraafplaatsen in de streek ontruimd, en de graven werden geconcentreerd in enkele grote Duitse begraafplaatsen. De begraafplaats op het Roggeveld werd zo ontruimd, en 855 geïdentificeerde graven, waaronder dat van Peter Kollwitz, werden overgebracht naar het Deutscher Soldatenfriedhof Vladslo. Ook het beeldenpaar werd mee verhuisd. De onbekende graven werden overgebracht naar het Deutscher Soldatenfriedhof Langemark.
Ter herinnering aan de verdwenen begraafplaats werd hier in 2023 een monument opgericht, "Gefallene Landschaftsmarkierung" van kunstenaar Benjamin Gardin.